# SWEET VOX
『SWEET VOX』（スイート・ボックス）は、ZIP-FMで2020年4月1日 から 2023年3月30日まで放送されていたラジオ番組である。

## 概要
2020年4月1日に行われた大幅改編に伴い放送開始。ナビゲーターは前番組の一つである『bloomy*』を担当していた高木マーガレット。
radikoの「SWEET VOX」ページ内では当番組を『洋楽・邦楽のNOW HITS SONGを中心に20代～40代が今関心がある事、物、話題、時事ネタなどのトピックスをテーマとして設定、コメントなども紹介しながたお届けする、新しいワイドプログラム♪』と説明している。
Twitterのアカウント名を年初のオンエアで今年の番組目標として変更している。2022年は年初に「ゆるーくけない SWEET VOX」に変更した。2023年の1月4日午前に「かまずにいきたい SWEET VOX」とアカウント名を変更している。このアカウント名を設定したのは、番組開始時のプロデューサーだという。
2023年3月30日に最終回を迎えて放送終了。
放送開始から終了までの全624回オンエアを高木マーガレットは1回も休むことなくナビゲートをした。

## タイムテーブル
現在
| 時間  | コーナー |
| ----- | --- |
| 14:00 | 放送開始 |
| 14:42 | PEANUTS DICTIONARY                                                                                                |
| 15:00 | MUNCH TIME |
| 15:35 | SWEET DRIVE（MINI豊橋）（木曜日）                                                                                 |
| 15:48 | RADIO SHOPPING（ジャパネットたかた）                                                                              |
| 16:15 | LET'S TONGUE TWISTER（月曜日） Maggie Times（火曜日） LET'S SWEET VOX GENIUS（水曜日） LET'S PSYCHOLOGY（木曜日） |

過去
- TALE OF FLOWER

- LET'S LEARN KANJI
- LET'S SWEET VOX EXERCISES
- LET'S WRAP'N'ROLL (隆祥房)

## コーナー

### メインテーマ
毎回ピックアップするテーマがあり、テーマについて箱(VOX)を開け、事前に調査されたものや新しいトレンドなどを情報を紹介していく。
また、テーマにまつわるアンケートや意見を公式サイトとTwitterで募り、番組内でアンケート結果と意見を紹介していく。

### 「PEANUTS DICTIONARY」（14:42頃）
スヌーピーを愛してやまない高木マーガレットがチャールズ・M・シュルツによる漫画『ピーナッツ』（英: Peanuts）の物語に出てくる英語の名台詞の中から名言をピックアップしてわかりやすくワンポイント英語として翻訳・紹介している。
紹介された名言は漫画と合せてSWEET VOX (@zip_sweetvox) - X（旧Twitter）にアップされる。
合わせて ZIP-FM Podcast PEANUTS DICTIONARY - Spotify にも配信される。

### 「MUNCH TIME」（15:00頃）
ナビゲーターの高木マーガレットが日替わりでお菓子を紹介している。
お菓子は主に定番商品の新作や期間限定、コンビニ限定のもの。
紹介の様子はZIP-FM公式のTikTokのSWEET VOXチャンネルと、YouTubeチャンネル（SWEET VOX MUNCH TIME 再生リスト）にて配信される。
月曜日に「3日ぶりなのでうまくできない」と言っているため、食レポはなかなか上達していない。

### 「RADIO SHOPPING」（15:48頃）
ジャパネットたかたのラジオMCと共に商品を紹介する。
直前に流れた曲から連想しこんなものないかな?と提起したあと、
「あ!I Found it!! いきますよ! ジャーパネットマーガレット!HEY!」という合言葉でコーナーが始まる。

## 放送時間
毎週月曜日 - 木曜日 14:00 - 17:00

## エピソード
- J-BREAK番組内にて、ジェイムス・ヘイブンスが放送を聴き高木マーガレットのモノマネをしながら弄ったところ番組メッセージに賛否が殺到。翌放送日には番組冒頭に乱入した。[いつ?]
- 父の日がテーマの際、「お父さん」を「おちち…」と読んでしまった。[いつ?]

## 公開生放送
「ZIP-FM Xmas Celebration 2022」の企画により、SWEET VOX 始まって以来の初の公開生放送を名古屋 栄のラシック1階 ZIP-FMのサテライトスタジオ STUDIO LACHIC にて2022年12月12日（月）と12月13日（火）の2日間に渡って開催。